# Fulvio Rossi
Fulvio Fabrizio Rossi Ciocca (Iquique, 30 de septiembre de 1970) es un médico y político chileno, exmilitante del Partido Socialista (PS). Se ha desempeñado como diputado (2002-2010) y senador de la República (2010-2018).

## Biografía

### Familia y estudios
Hijo de Flavio Rossi Rossi, profesor de inglés y concejal de Iquique (2004-2008 y 2008-2012), y de Ángela Ciocca Gómez, profesora de castellano y religión. Nació en el barrio de Cavancha y estudió en el Colegio Don Bosco de Iquique. Su madre murió de un cáncer linfático cuando él tenía 17 años.
Ingresó a la Pontificia Universidad Católica de Chile, donde se tituló de médico cirujano. Es médico especialista en Traumatología y Ortopedia por la Universidad de Chile y magíster en salud pública por la Universidad Andrés Bello.

### Vida personal
Tiene dos hijos: Franco Paolo, nacido de fruto de la relación de Rossi con María Alejandra Rodríguez; y Flavia, nacida en 2015, producto de la relación del político con Sylvia Eyzaguirre.
En diciembre de 2005 contrajo matrimonio con la también política Carolina Tohá, de quien se separó en 2010. Posteriormente mantuvo una relación con la diputada Maite Orsini hasta 2013.

## Carrera política

### Inicios
A los 14 años se hizo militante del Partido Socialista (PS). Comenzó la carrera política en su alma mater, donde en 1988 fue jefe de la Campaña por el «No» en la Casa Central de la Universidad Católica. Fue presidente del Centro de Alumnos de la Escuela de Medicina y, en 1993, de la Federación de Estudiantes de la Católica (FEUC).

### Diputado

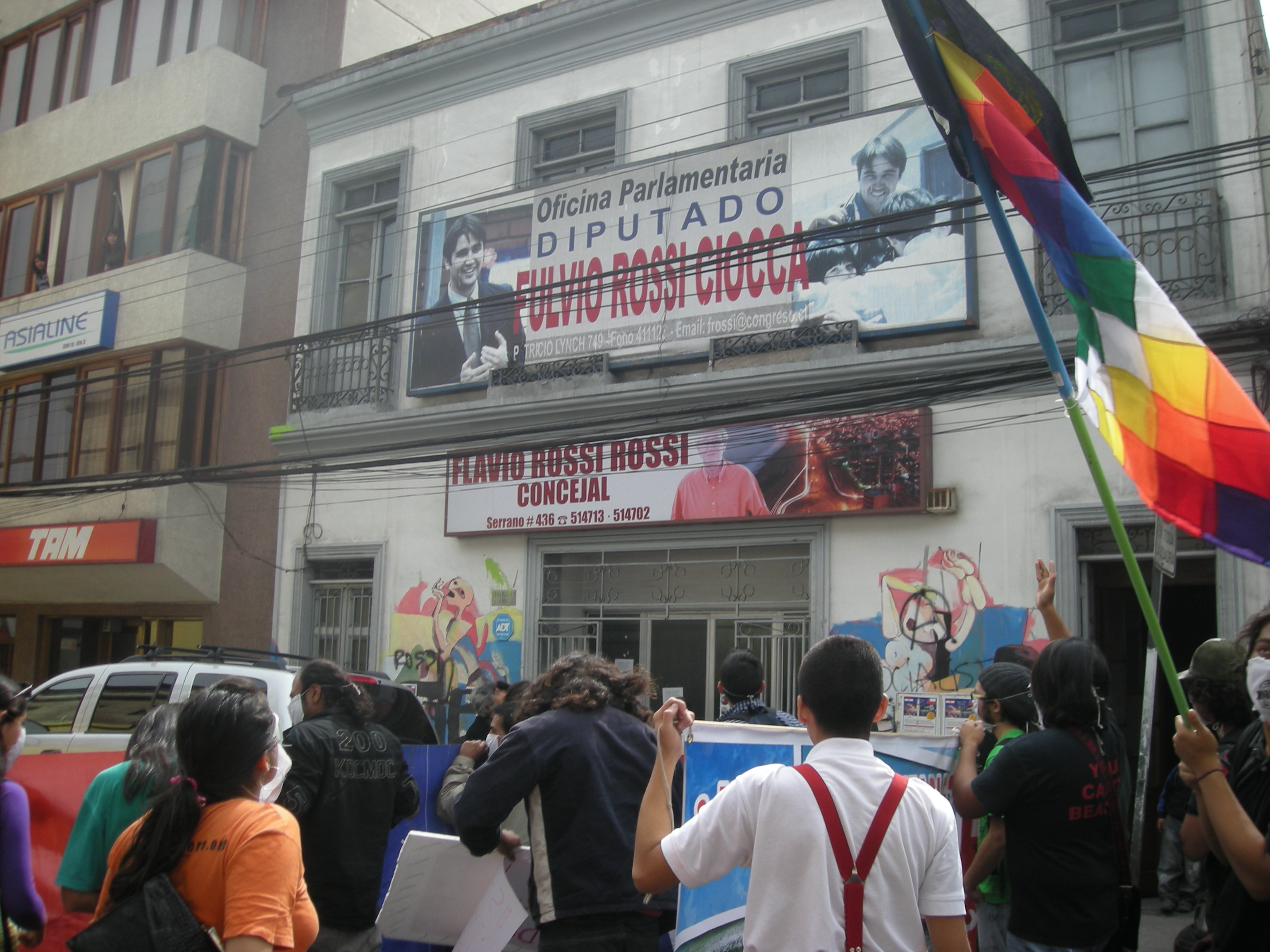
Oficina parlamentaria de Rossi, cuando era diputado, en Iquique.

En 2001 presentó su candidatura a diputado por el distrito N.°2, de Iquique, en las elecciones parlamentarias de ese año, donde resultó elegido con un 29,17%, equivalente a 24 480 votos. Asumió como diputado el 11 de marzo de 2002. En la Cámara integró las comisiones de Economía, Familia, Derechos Humanos, Salud, Nacionalidad y Ciudadanía, Juventud, Desarrollo del Turismo, y la Comisión Investigadora sobre Irregularidades en el Servicio de Aduanas de Los Andes.
En las elecciones parlamentarias de 2005 fue reelegido con un 40,34% (36 445 votos). Durante su segundo periodo como diputado fue miembro de las comisiones de Salud, Zonas Extremas, Minería y Energía, Intervención Electoral, Política Antártica Chilena y Comisión Investigadora sobre Casinos de Juego, Plan Auge y Cumplimiento de Convención sobre Comercio Internacional de Especies Amenazadas de Flora y Fauna.

### Senador

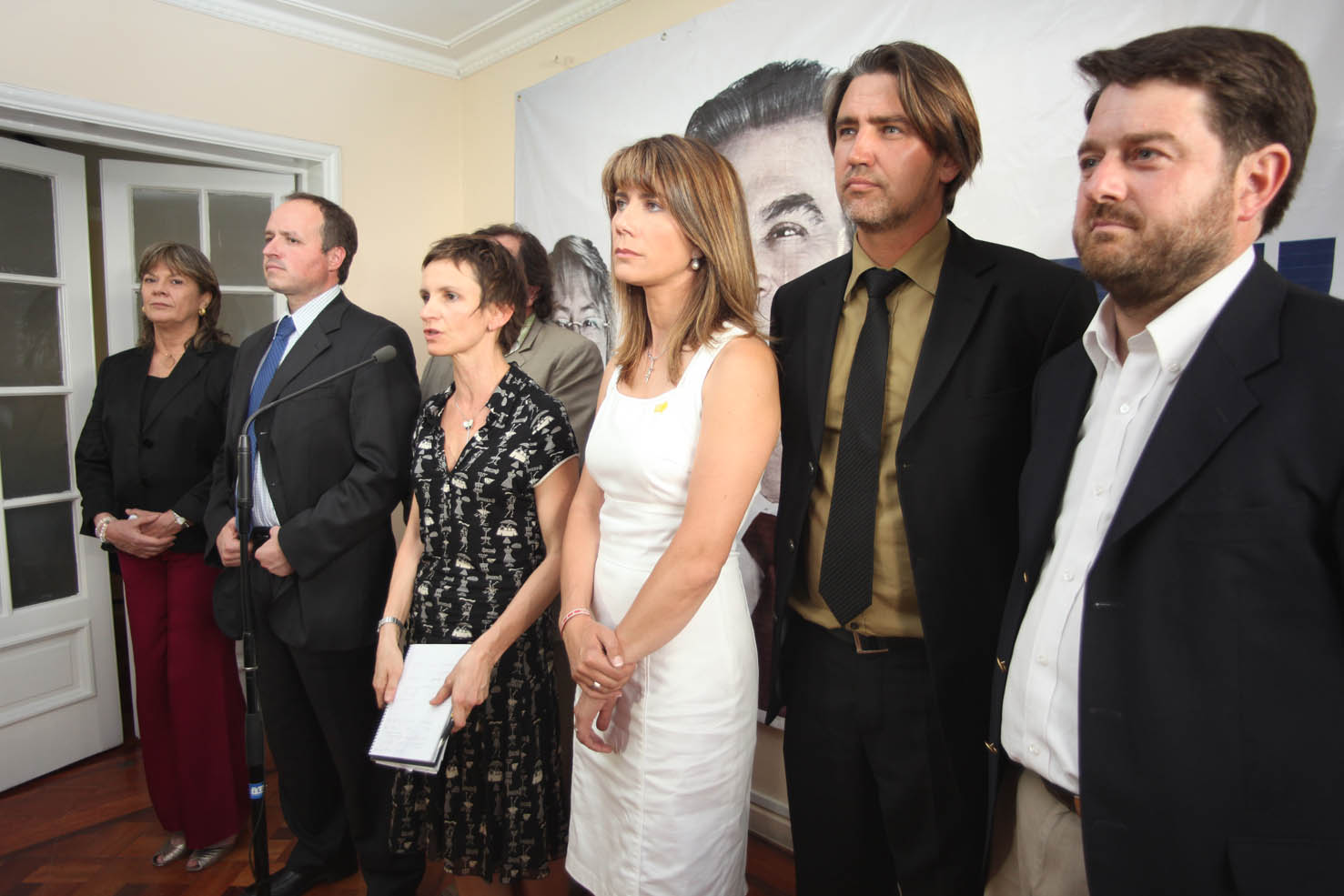
Rossi (segundo de derecha a izquierda) como parte del comando presidencial de Eduardo Frei en 2009.

Para las elecciones parlamentarias de 2009 lanzó su candidatura a senador por la I Circunscripción (regiones de Arica y Parinacota y Tarapacá), en las que resultó elegido con un 27,10% de los votos (44 514). Fue criticado por el triunfo de Sebastián Piñera en la zona, con un 60% de los votos y la región en la que obtuvo más apoyo. Con la seguidilla de renuncias por parte de los timoneles de la Concertación tras la victoria de la Coalición por el Cambio en las pasadas elecciones presidenciales, el 23 de enero de 2010 fue designado presidente interino del Partido Socialista, hasta las próximas elecciones internas.
Tras asumir el gobierno de Sebastián Piñera, se dio una fuerte polémica entre Rossi y su entonces esposa, Carolina Tohá, al postularse ambos a la presidencia de sus respectivas colectividades políticas, es decir, del PS y del Partido por la Democracia. El problema surgió cuando Tohá encontró incompatible que un matrimonio dirigiera la mitad de la Concertación, por lo que bajó su candidatura. Días más tarde, lo mismo hacía Rossi. El impacto del hecho generó su separación, y la repostulación de ambos a la presidencia de sus respectivos partidos. En las elecciones del PS de julio de 2011, ganó la lista de Rossi y el diputado Osvaldo Andrade; por mayoría individual, este se quedó con la presidencia, y el primero con la secretaría general.
El 1 de agosto de 2010, Rossi anunció la promoción de un proyecto de ley para permitir el matrimonio civil entre personas del mismo sexo, lo que generó polémica, con rechazo por parte de los sectores conservadores y esceptiscismo por una parte de la Concertación. En mayo de 2011, Rossi criticó abiertamente al expresidente Ricardo Lagos por apoyar el polémico proyecto energético HidroAysén, «porque realmente 2600 kilómetros de líneas de transmisión que pasan por 9 regiones me parece un disparate, un despropósito y hay alternativas». En agosto de 2012, ingresó un proyecto de ley que autoriza autocultivo de marihuana para uso personal y terapéutico, sosteniendo que de esa forma se podrá combatir el narcotráfico y cerrar su comercialización.
En noviembre de 2016 se desafilió del Partido Socialista. En 2017 lanzó su candidatura, ahora como independiente, para obtener la reelección como senador por la seguna circunscripción senatorial (región de Tarapacá), en las elecciones parlamentarias de noviembre de ese año. Aun cuando logró 22.181 votos (24,25 % de los sufragios), no logró ser electo.

## Controversias

### Investigación por financiamiento electoral irregular
En septiembre de 2015, en el contexto de la investigación a la empresa SQM por aportes irregulares a campañas políticas, se filtra el contenido de una conversación por correo electrónico que mantuvo en agosto de 2012 el senador Rossi con Patricio Contesse, en ese entonces gerente de la empresa. En dicha conversación el senador solicitaba dineros para las candidatura de su sector para alcaldes y concejales de su Circunscripción, e incluso sugiere financiar la campaña de algunos candidatos mediante el uso de boletas de supuestas asesorías comunicacionales, al margen de la ley. Por ello, suspendió su militancia en el Partido Socialista hasta que la investigación concluyera.
Ese mismo año, se filtraron nuevos correos electrónicos que vinculan al senador esta vez con la empresa Corpesca. En los correos se sugería que Rossi habría estado operando a favor de los intereses de la empresa durante la tramitación de la polémica Ley de Pesca. También se investigan posibles pagos para financiamiento de campañas de la empresa pesquera al senador.
En octubre de 2017, la Corte de Apelaciones de Santiago aprobó el desafuero del senador por su eventual participación en el «Caso SQM».

### Campaña senatorial de 2017
Durante su campaña electoral para obtener la reelección como senador de 2017, fue acusado por la Secretaría Migrantes de la Juventud Socialista (JS) de fomentar la xenofobia, ya que en una de sus propagandas se consignaba la frase «No más migraciones ilegales. Ley de expulsión inmediata a los delincuentes». Rossi descartó haber promovido mensajes xenófobos, afirmando que «quienes critican no conocen la realidad de Tarapacá y hablan de la comodidad de su living».
El 15 de noviembre, a pocos días de la elección, fue herido en el abdomen con un arma blanca, mientras estaba en un domicilio de la ciudad de Iquique en donde se guardaba su propaganda electoral. Según Rossi, el atacante le habría dicho «Te lo advertimos» y que tenía «acento extranjero». Rossi recibió apoyo de miembros de todos los partidos y coaliciones políticas, incluyendo a la presidenta Michelle Bachelet. Sin embargo, el diputado Hugo Gutiérrez (PCCh) afirmó que el ataque «tiene que ser investigado a la brevedad, porque no le creo nada», argumentando que haber dicho que escuchó «el acento de un extranjero cuando fue atacado es parte de su campaña. Está estigmatizando a los extranjeros».
Rossi no logró ser reelecto, aun cuando obtuvo una votación del 24,25 %. Por la circunscripción fueron elegidos Jorge Soria y Luz Ebensperger.

## Historial electoral
| Año  | Tipo           | Territorio          | Pacto                          | Partido | Votos  | %     | Resultado          |
| ---- | -------------- | ------------------- | ------------------------------ | ------- | ------ | ----- | ------------------ |
| 2001 | Parlamentarias | 2.º distrito        | Concertación por la Democracia | ILE     | 24 480 | 29.18 | Diputado           |
| 2005 | Parlamentarias | 2.º distrito        | Concertación Democrática       | PS      | 36 823 | 40.32 | Diputado           |
| 2009 | Parlamentarias | 1.ª circunscripción | Concertación y Juntos Podemos  | PS      | 45 639 | 27.10 | Senador            |
| 2017 | Parlamentarias | 2.ª circunscripción | Independiente                  | Ind.    | 22 398 | 24.22 | no elegido senador |